# Erlikosaurus
Az Erlikosaurus a therizinosaurida dinoszauruszok egyik neme, amely a késő kréta korban élt. A fosszíliái, egy koponya és a csontváz néhány egyéb (posztkraniális) töredéke a mongóliai Bayan Shireh-formációból, körülbelül 90 millió évvel ezelőttről származnak.
A típusfaj, az E. andrewsi leírását Altangerel Perle készítette el 1980-ban. Neve a mongol mitológiából ismert démon, Erlik és az amerikai őslénykutató, Roy Chapman Andrews nevéből származik. Ekkor ez a nem volt az egyetlen therizinosaurida (akkori nevén segnosaurida), melynek koponyáját megtalálták. A felfedezése új megvilágításba helyezte a homályosan, és csak töredékek alapján ismert dinoszaurusz csoportot.

## Anatómia
Az Erlikosaurus therizinosaurida volt, a theropodák egy különös, hús helyett növényekkel táplálkozó, a madármedencéjűekre jellemző, hátrafelé irányuló szeméremcsonttal rendelkező csoportjának tagja. Az állcsontjai elején levő, a növényzet darabolására használt csőr szintén madármedencéjű jellegzetességnek számít. A tudósok jelenleg több tollas therizinosauridát is ismernek, így valószínű, hogy az Erlikosaurus is tollakat viselt.
Az Erlikosaurusnak hosszú, vékony karmai voltak, melyek célja kérdéses. Bár csak nagyon töredékes leletanyag alapján ismert, a felnőttkori testhosszát 6 méterre becsülték. Az Erlikosaurus könnyebb felépítésű volt, mint közeli rokona, a Segnosaurus.

## Osztályozás
Egyes tudósok felvetették, hogy az Erlikosaurus azonos az Enigmosaurus mongoliensisszel, mivel az utóbbit ugyanabban a geológiai formációban találták meg, és csak egy részleges csípő által vált ismertté.
Azonban az Enigmosaurus csípője nem hasonlít annyira a Segnosauruséra, amennyire a Segnosaurushoz hasonló Erlikosaurus maradványai, ezért a mongol őslénykutató, Rinchen Barsbold vitatta az állítólagos szinonímiát. Ennek következményeként a Enigmosaurus és az Erlikosaurus továbbra is két külön nemnek tekintendők.

## Fordítás
- Ez a szócikk részben vagy egészben az Erlikosaurus című angol Wikipédia-szócikk ezen változatának fordításán alapul.  Az eredeti cikk szerkesztőit annak laptörténete sorolja fel. Ez a jelzés csupán a megfogalmazás eredetét és a szerzői jogokat jelzi, nem szolgál a cikkben szereplő információk forrásmegjelöléseként.